# Acutifrons caracarensis
Acutifrons caracarensis (лат.) — вид бескрылых насекомых семейства Philopteridae из отряда пухоедов и вшей, исчезнувший в современное время. Паразитировали на истреблённой ныне хищной птице гуадалупской каракаре на мексиканском острове Гуадалупе (Северная Америка).

## Описание
Длина тела самца 1,76 мм, ширина — 0,73 мм. Основная окраска беловатая с коричневыми отметинами. Был зафиксирован в качестве паразита на исчезнувшем ныне виде таких хищных птицах как гуадалупская каракара (Caracara lutosa, род каракары-каранчи, семейство Соколиные). Истребление каракары человеком привело к вымиранию вшей этого вида. Вид был впервые описан в 1912 году американскими энтомологами Верноном Келлоггом (Kellogg, V. L.) и Уильямом Манном (Mann, W. M.; Stanford University, Калифорния, США) под первоначальным названием Nirmus caracarensis Kellogg & Mann, 1912.
В настоящее время (вместе с видами Acutifrons australis, A. chimango, A. colombianus, A. connectens, A. megalopterus, A. mexicanus, A. orbiculatus, A. ruficollidis, A. similis, A. titschacki и A. vieirai) включён в семейство Philopteridae подотряда Ischnocera.
Вид соколиных — хозяин паразита
- Гуадалупская каракара